# Dwayne Roloson
Dwayne Roloson (Simcoe, 12 ottobre 1969) è un ex hockeista su ghiaccio canadese.

## Palmarès

### Mondiali
- 3 medaglie:
  - 1 oro (Russia 2007)
  - 1 argento (Svizzera 2009)
  - 1 bronzo (Svezia 1995)